# Provincia di Nadroga-Navosa
Nadroga-Navosa è una provincia delle isole Figi, nella Divisione Occidentale, sull'isola di Viti Levu, la maggiore dell'arcipelago. Include anche le isole Mamanuca.
Il territorio è governato da un Consiglio Provinciale, attualmente presieduto dal Ratu Sakiusa Makutu.

## Distretti
- Distretto di Baravi
- Distretto di Malomalo
- Distretto di Nasigatoka
- Distretto di Navosa
- Distretto di Quvu
- Distretto di Ruwailevu